# Heinrich Hoerle
Heinrich Hoerle (1. září 1895, Kolín nad Rýnem, Německo – 7. července 1936, tamtéž) byl německý malíř.

## Život
Heinrich Hoerle byl malíř-samouk a jen občasně navštěvoval Kölner Werkschulen. První ateliér si založil v domě svých rodičů. V roce 1913 se stal členem skupiny Lunisten, jejímiž členy byli i Max Ernst a Otto Freundlich. Po návratu ze služby v první světové válce spolupracoval od roku 1919 s Franzem Wilhelmem Seiwertem na žurnálu Ventilator.
Společně se svou ženou Angelikou (1899–1923) se Hoerle stal aktivním členem kolínské dadaistické scény. Spolu s dalšími místními dadaisty a konstruktivisty založil roku 1919 uměleckou skupinu Stupid. O rok později spoluzaložil „skupinu progresivních umělců“, která od roku 1924 prezentovala v Kolíně, Norimberku, Berlínu, Amsterdamu, v Paříži a v Chicagu. V roce 1929 začal se Seiwertem a Walterem Sternem vydávat progresivistický žurnál a-z. Byl jedním z mnoha německých umělců, jejichž dílo bylo v roce 1933 odsouzeno jako zvrhlé umění; mnoho jeho obrazů bylo zničeno.
Stejně jako mnoho jeho příbuzných bojoval s tuberkulózou, snažil se ji léčit na Mallorce. V červenci 1936 jí v rodném Kolíně podlehl, pohřben je tamtéž.

## Galerie

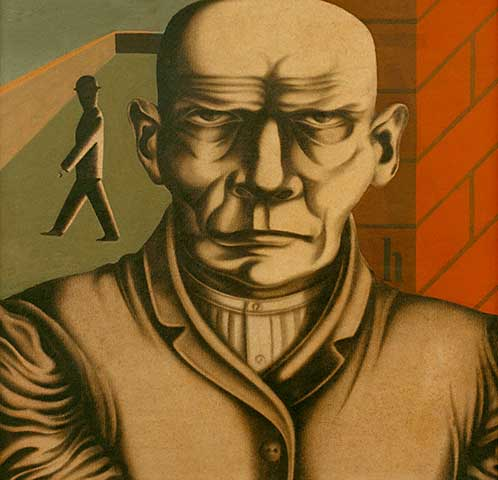
Der Arbeiter (Dělník), 1922/23
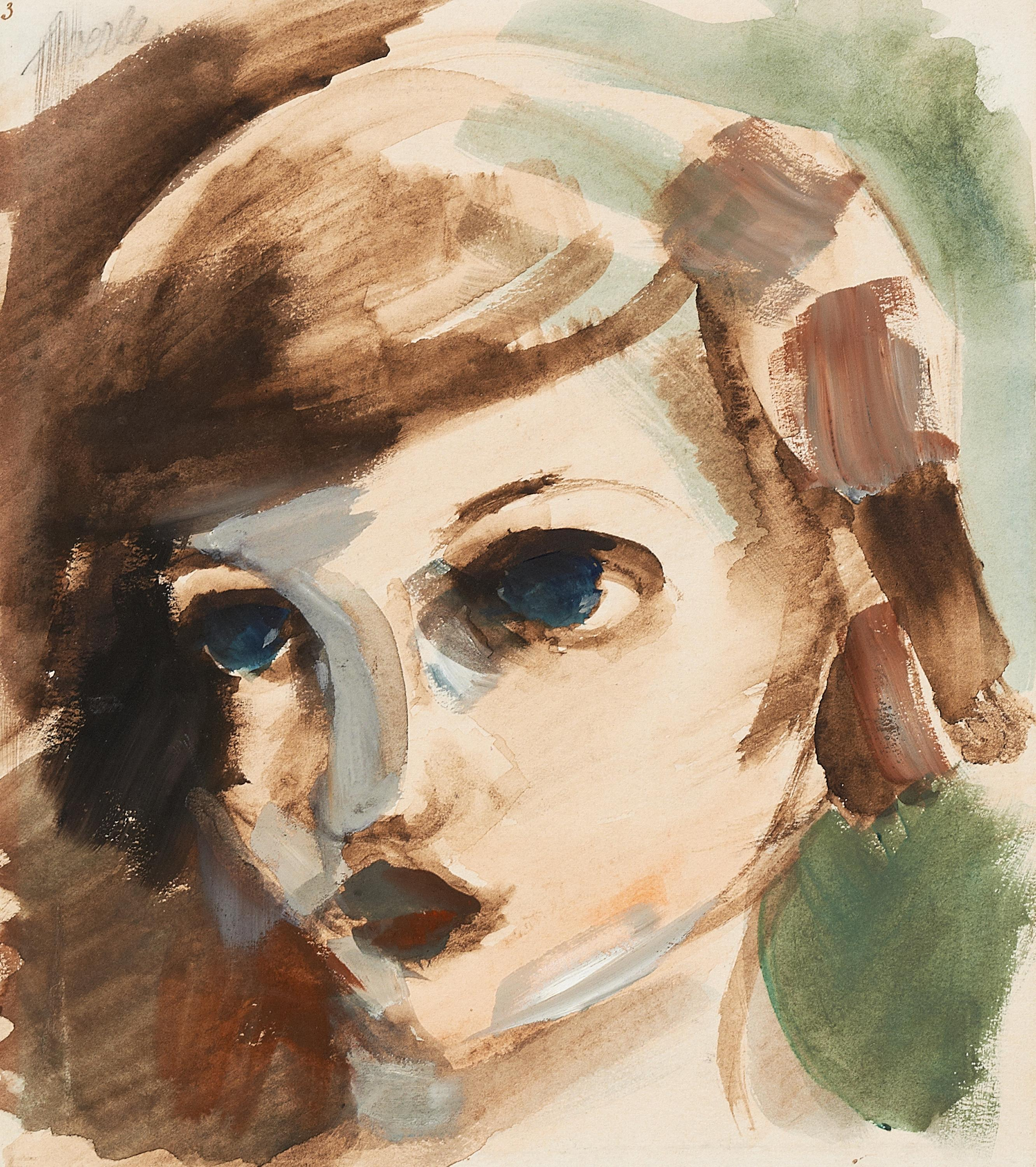
Mädchenkopf (Dívčí hlava), 1925
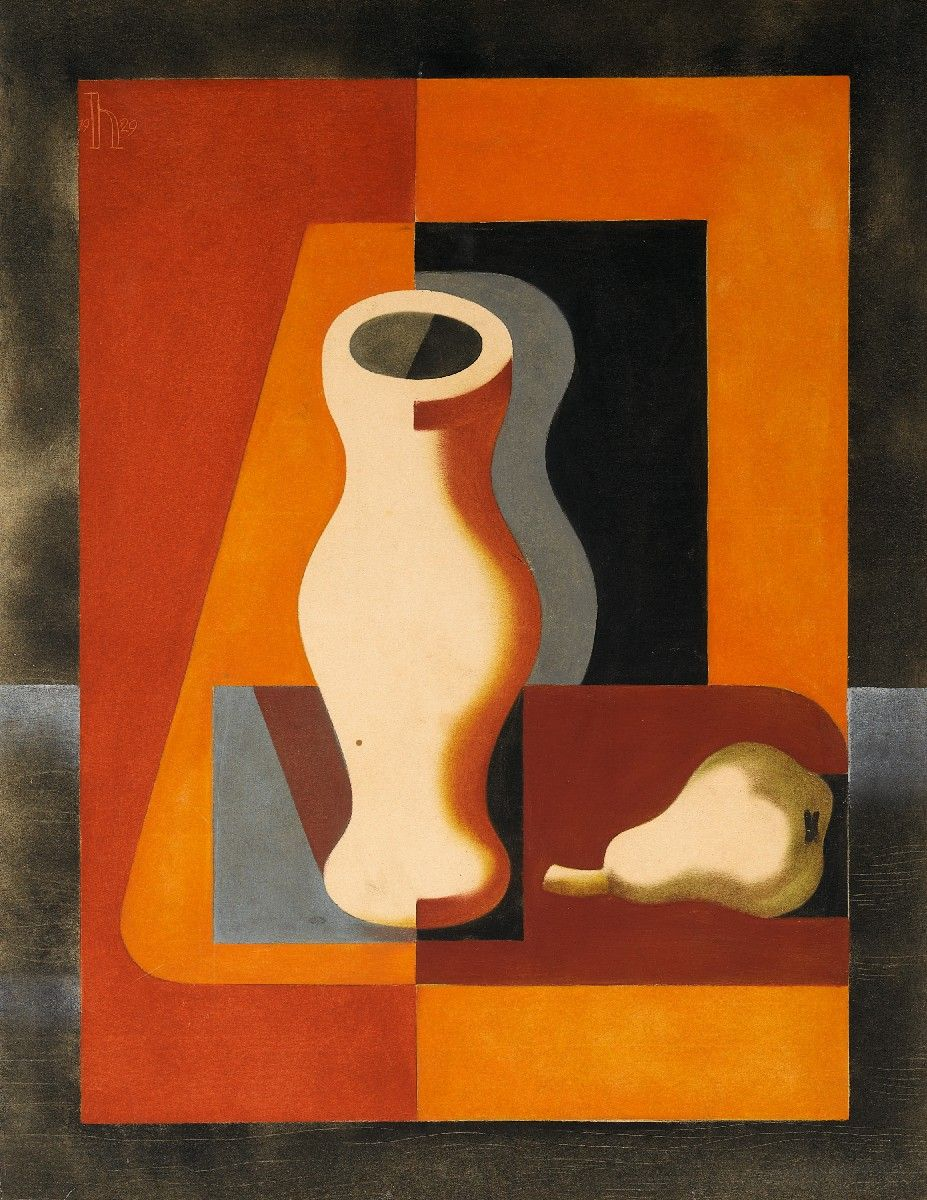
Stillleben mit Krug und Birne (Zátiší se džbánkem a hruškou), 1929
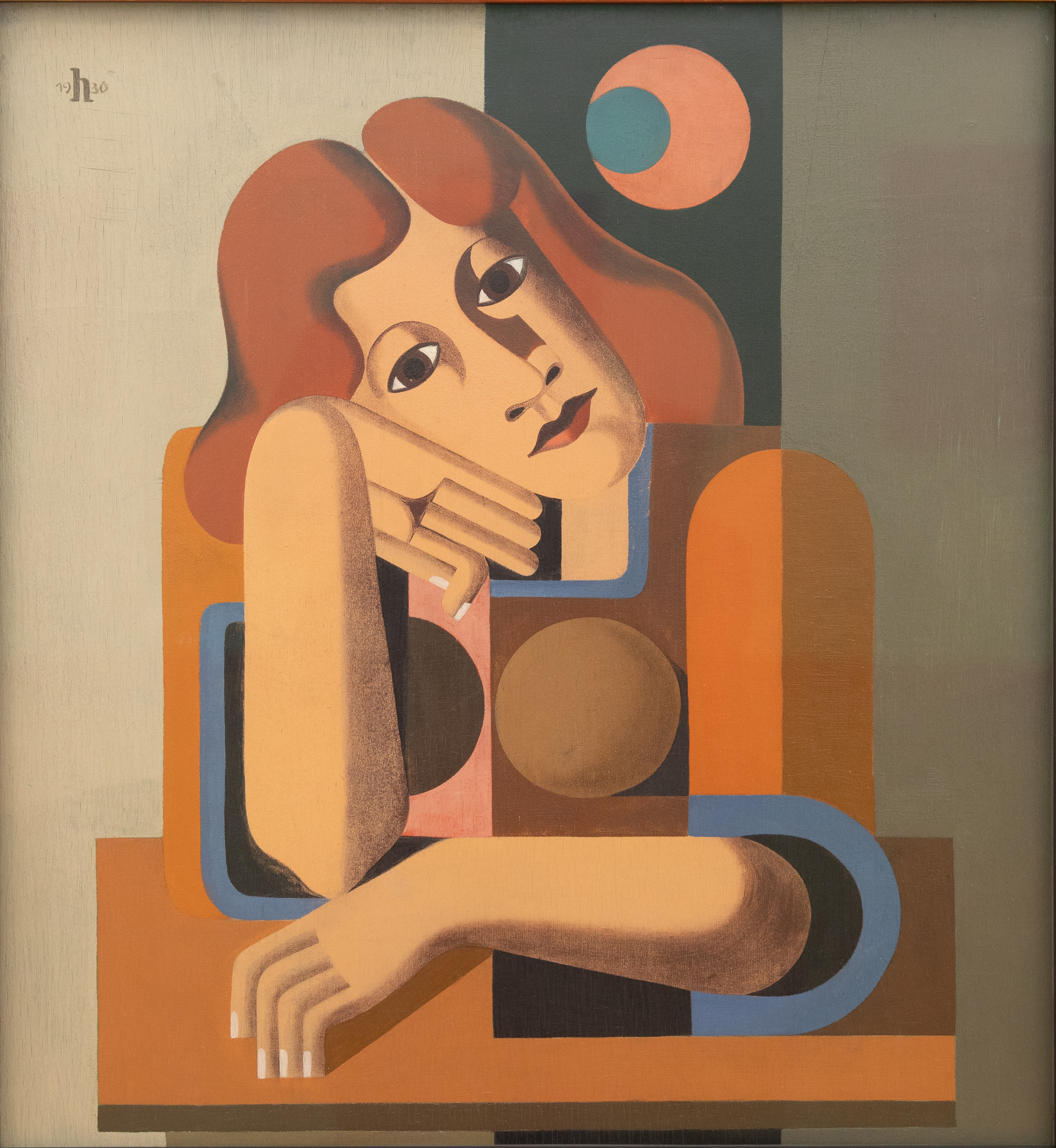
Melancholisches Mädchen (Melancholické děvče), 1930
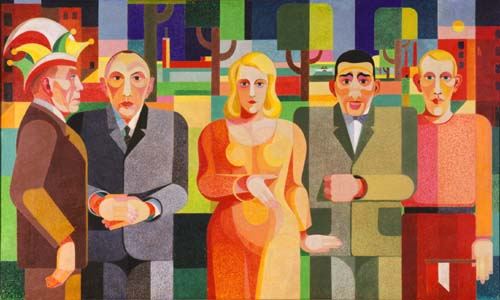
Zeitgenossen (Současníci), 1931/32